# Goriča vas
Goriča vas este o localitate din comuna Ribnica, Slovenia, cu o populație de 437 de locuitori.